# Meggertorp
Meggertorp (dansk) eller Meggerdorf (tysk) er en landsby og kommune i det nordlige Tyskland under Slesvig-Flensborg kreds i delstaten Slesvig-Holsten. Landsbyen er beliggende ved Sorgåen i landskabet Stabelholm i det sydlige Sydslesvig. Kommunen samarbejder på administrativt plan med nabokommunerne i Krop-Stabelholm kommunefællesskab (Amt Kropp-Stapelholm).
Byen er overvejende præget af landbrug. Meggertorp lå i Krop og Meggertorp Herreder, da området tilhørte Danmark.